# 国色芳華
《国色芳華》とは2025年に上映された中華人民共和国の時代ドラマ。同名小説をベースに作り、2024年に山東省楽陵影視城や横店などにて撮影。主演はヤン・ズーとリー・シエン。唐の時代を背景とする、商人の物語。